# John Hanning Speke

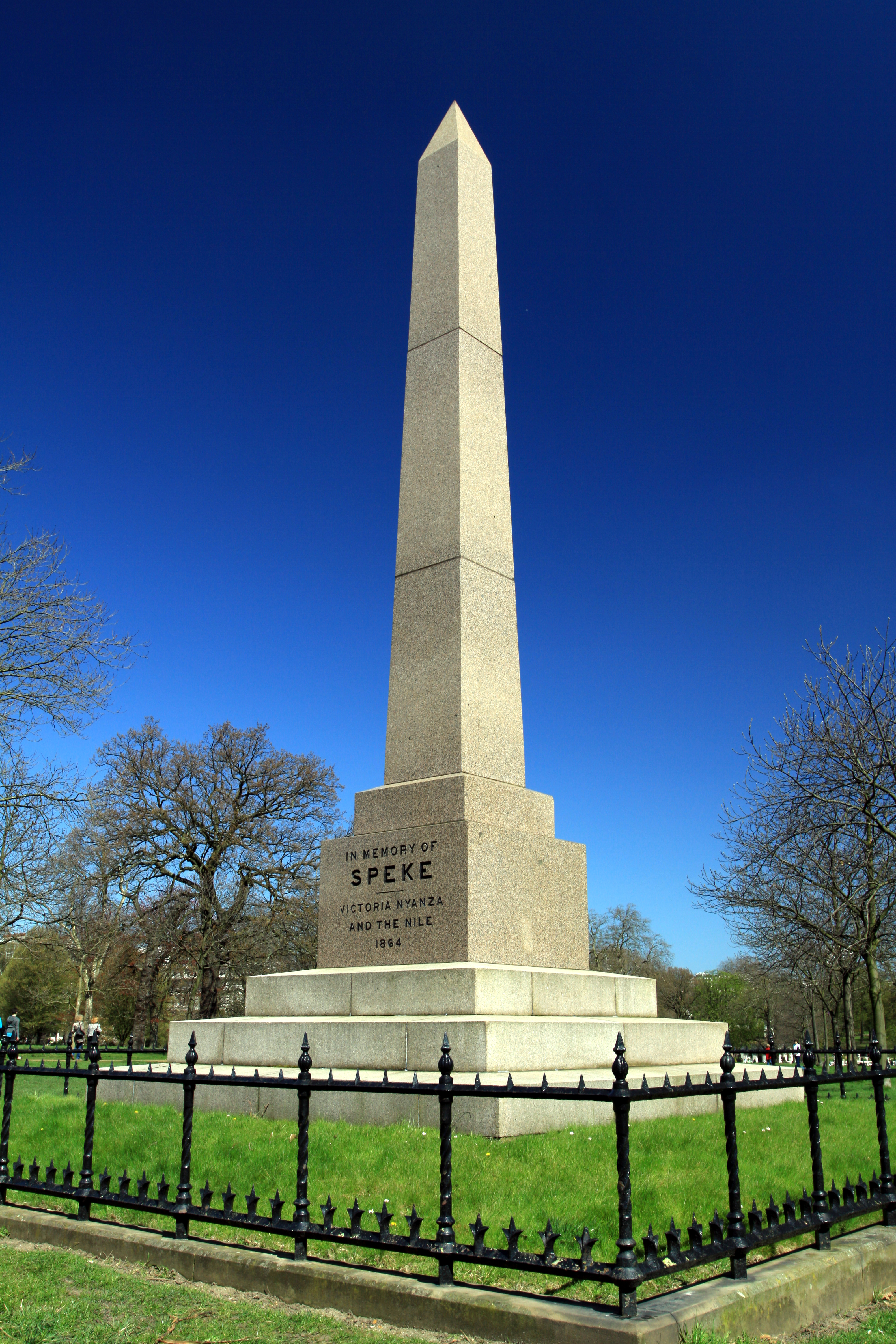
Pomnik Speke’a w londyńskim Kensington Gardens

John Hanning Speke (ur. 4 maja 1827 koło Bath, zm. 15 września 1864) – angielski podróżnik, oficer i badacz Afryki.

## Życiorys
W wieku lat 17 wstąpił do armii w Indiach służąc w Pendżabie i biorąc udział w tłumieniu powstania Sikhów w roku 1849. Przebywając w północnych Indiach Speke, zapalony myśliwy, zorganizował – wespół ze swym przyjacielem Jamesem Augustusem Grantem wyprawę w Himalaje i do Tybetu sporządzając pierwsze dokładne mapy tych obszarów.
W roku 1854 spotkał w Adenie Richarda Francisa Burtona (Irlandczyka z pochodzenia) i przyłączył się do planowanej przezeń wyprawy do Rogu Afryki. Jednakże wkrótce po wylądowaniu w okolicach Berbery w dzisiejszej Somalii zostali zaatakowani przez tubylców. Jeden z członków ekspedycji został zabity, a Burton i Speke odnieśli rany. Speke ponadto został – na krótko – uprowadzony przez napastników.
Powróciwszy do zdrowia wziął udział w ostatnich zmaganiach wojny krymskiej, by w grudniu 1856 roku wrócić wraz z Burtonem do Afryki. Celem ekspedycji, która wyruszyła z Bagamoyo koło Zanzibaru było poszukiwanie, na zlecenie Królewskiego Towarzystwa Geograficznego w Londynie, źródeł Nilu. W lutym obaj podróżnicy dotarli do Ujiji na brzegach jeziora Tanganika. Wobec choroby Burtona Speke samotnie eksplorował jezioro szukając ujścia, które mogłoby być wodami Nilu. Badania wykazały jednak, że wody jeziora są tylko o 3 metry wyżej niż Nil w Gondokoro w Sudanie.
Wiosną 1858 roku rozpoczęli podróż powrotną, jednakże w miejscowości Tabora, w połowie drogi do Oceanu, usłyszeli o wielkim jeziorze położonym za jeziorem Tanganika. Chory Burton został na miejscu, a Speke jako pierwszy Europejczyk dotarł do Jeziora Wiktorii, które uznał za źródło Nilu, choć wcześniej utracił ostatnie instrumenty pomiarowe.
Burton nie zgadzał się z nim uważając, że należy sprawdzić, czy Jezioro Wiktorii nie jest jeziorem przepływowym, a prawdziwe źródła Nilu leżą gdzieś dalej. Wracając do Anglii rozdzielili się i Speke dotarł do Londynu dwa tygodnie przed Burtonem. Mimo obietnicy, że wyniki odkryć ogłoszą wspólnie, Speke natychmiast doniósł w Królewskim Towarzystwie Geograficznym o swoim odkryciu źródeł Nilu. Dzięki temu cała sława odkrywcy przypadła Speke’owi.
W roku 1862 wraz z Jamesem Augustusem Grantem odkrył wypływ Nilu z Jeziora Wiktorii. Odkrycia te rozwiązały problem źródeł Nilu (do czasu odkrycia rzeki Kagera), co Speke ogłosił natychmiast po powrocie do Anglii. W związku ze sprzeciwem Burtona, który nadal podważał wyniki raportu, Brytyjskie Stowarzyszenie ds. Rozwoju Nauki zorganizowało dla obu badaczy debatę publiczną, która miała rozpocząć się 16 września 1864 roku. Dzień wcześniej Speke zginął od własnej kuli podczas polowania w okolicach domu. W prasie pojawiły się sugestie iż mogło to być samobójstwo dżentelmena i człowieka honoru, który nie mógł znieść pomówienia o głoszenie nieprawdy.
Jego zapis podróży pod tytułem Dziennik z odkrycia źródeł Nilu (ang. Journal of the Discovery of the Source od the Nile) został wydany drukiem w roku 1863.

## Speke w kulturze
W roku 1990 ukazał się amerykański film historyczno-przygodowy Góry Księżycowe w reżyserii Boba Rafelsona. W filmie spór pomiędzy obu odkrywcami został przedstawiony jako konflikt pomiędzy angielskim arystokratą Speke’em i irlandzkim parweniuszem Burtonem, co nie do końca znajduje potwierdzenie w faktach.